# Jaguar R1
Jaguar R1 – bolid teamu Jaguar Racing na sezon 2000. Samochód zadebiutował w wyścigu podczas Grand Prix Australii. Prezentacja bolidu odbyła się 24 stycznia 2000 roku na oficjalnej stronie zespołu. Kierowcami R1 byli Brytyjczycy – Eddie Irvine oraz Johnny Herbert, a także Brazylijczyk Luciano Burti, który zastąpił Irvine'a podczas Grand Prix Austrii. Samochód napędzany był silnikiem Coswortha.

## Starty
| Legenda oznaczeń w tabelach wyników Wyświetl szablon na nowej stronie | Legenda oznaczeń w tabelach wyników Wyświetl szablon na nowej stronie                                                                     |
| Oznaczenie                                                            | Wyjaśnienie |
| --------------------------------------------------------------------- | --- |
| Złoty                                                                 | Zwycięzca lub mistrzostwo |
| Srebrny                                                               | 2. miejsce lub wicemistrzostwo |
| Brązowy                                                               | 3. miejsce lub II wicemistrzostwo |
| Zielony                                                               | Ukończył, punktował (w klasyfikacji generalnej, gdy zdobył co najmniej jeden punkt na przestrzeni sezonu, poza trzema powyższymi opcjami) |
| Niebieski                                                             | Ukończył, nie punktował (w klasyfikacji generalnej, gdy nie zdobył co najmniej jednego punktu na przestrzeni sezonu)                      |
| Czerwony                                                              | Nie zakwalifikował się (NZ) |
| Czerwony                                                              | Nie prekwalifikował się (NPK) |
| Różowy                                                                | Nie ukończył (NU) |
| Różowy                                                                | Niesklasyfikowany (NS) (w klasyfikacji generalnej, gdy nie został sklasyfikowany w żadnym wyścigu sezonu)                                 |
| Czarny                                                                | Zdyskwalifikowany (DK) |
| Czarny                                                                | Wykluczony (WYK/EX) |
| Biały                                                                 | Nie wystartował (NW) |
| Biały                                                                 | Kontuzjowany (K/INJ) |
| Biały                                                                 | Wyścig odwołany (OD/C) |
| Bez koloru                                                            | Został wycofany (WYC/WD) |
| Bez koloru                                                            | Nie przybył (NP/DNA) |
| Bez koloru                                                            | Nie brał udziału w treningach (NT/DNP) |
| Bez koloru                                                            | Nie został zgłoszony (–) |
| Pogrubienie                                                           | Start z pole position |
| Kursywa                                                               | Najszybsze okrążenie wyścigu |
| †                                                                     | Nie ukończył, ale jego rezultat został zaliczony ze względu na przejechanie więcej niż 90% dystansu wyścigu.                              |
| *                                                                     | Sezon w trakcie |
| 1/2/3                                                                 | Punktowana pozycja w sprincie kwalifikacyjnym                                                                                             |
| Lista systemów punktacji Formuły 1                                    | |

| Sezon | Konstruktor | Nr | Kierowcy       | Wyniki kierowców | Wyniki kierowców | Wyniki kierowców | Wyniki kierowców | Wyniki kierowców | Wyniki kierowców | Wyniki kierowców | Wyniki kierowców | Wyniki kierowców | Wyniki kierowców | Wyniki kierowców | Wyniki kierowców | Wyniki kierowców | Wyniki kierowców | Wyniki kierowców | Wyniki kierowców | Wyniki kierowców | Wyniki kierowców | Wyniki kierowców | Wyniki konstruktora | Wyniki konstruktora |
| 2000  |             |    |                | AUS              | BRA              | SMR              | GBR              | ESP              | EUR              | MCO              | CAN              | FRA              | AUT              | DEU              | HUN              | BEL              | ITA              | USA              | JPN              | MYS              | Punkty           | Pozycja          | Punkty              | Pozycja             |
| ----- | ----------- | -- | -------------- | ---------------- | ---------------- | ---------------- | ---------------- | ---------------- | ---------------- | ---------------- | ---------------- | ---------------- | ---------------- | ---------------- | ---------------- | ---------------- | ---------------- | ---------------- | ---------------- | ---------------- | ---------------- | ---------------- | ------------------- | ------------------- |
| 2000  | Jaguar      | 7  | Eddie Irvine   | NU               | NU               | 7                | 13               | 11               | NU               | 4                | 13               | 13               | INJ              | 10               | 8                | 10               | NU               | 7                | 8                | 6                | 4                | 13               | 4                   | 9                   |
| 2000  | Jaguar      | 7  | Luciano Burti  | –                | –                | –                | –                | –                | –                | –                | –                | –                | 11               | –                | –                | –                | –                | –                | –                | –                | 0                | 23               | 4                   | 9                   |
| 2000  | Jaguar      | 8  | Johnny Herbert | NU               | NU               | 10               | 12               | 13               | 11               | 9                | NU               | NU               | 7                | NU               | NU               | 8                | NU               | 11               | 7                | NU               | 0                | 17               | 4                   | 9                   |